# هشيش شبه وردي
هشيش شبه وردي (الاسم العلمي: Psathyrella subrosea) هو نوع من الفطريات يتبع جنس الهشيش من الفصيلة الهشيشية.